# 上田かおり
上田 かおり（うえだ かおり、1978年4月21日 - ）は、日本の元女子バレーボール選手。岡山県御津郡建部町（現・岡山市北区）出身。
2008年に久光製薬スプリングスを退団した。

## 所属チーム
- 就実高等学校
- ユニチカ・フェニックス（1997-2000年）
- 東レアローズ（2000-2003年）
- デンソーエアリービーズ（2003-2006年）
- 久光製薬スプリングス（2006-2008年）